# Rasbora philippina
Rasbora philippina är en fiskart som beskrevs av Günther, 1880. Rasbora philippina ingår i släktet Rasbora och familjen karpfiskar. Inga underarter finns listade i Catalogue of Life.